# Conférence chrétienne pour la paix
La Conférence chrétienne pour la paix (Christian Peace Conference) (tchèque : Křesťanská mírová konference) était une organisation internationale basée à Prague et fondée en 1958 par Josef Hromádka, un pasteur qui avait passé les années de guerre aux États-Unis, retournant en Tchécoslovaquie à la fin de la guerre et Heinrich Vogel, théologien évangélique. Hromádka était membre du Bureau du Conseil mondial de la paix. Il n'était pas marxiste, mais la Conférence de paix chrétienne a souvent approuvé les positions prises par les gouvernements du bloc de l'Est. Il aurait reçu 210 000 dollars de sources soviétiques. 